# Henrik Ohlmeyer
Henrik Ohlmeyer (* 11. Februar 1946 in Bischofsgrün) ist ein ehemaliger deutscher Skispringer.

## Werdegang
Als Mitglied des SC Bischofsgrün nahm er bereits im Alter von elf Jahren an Springen von der Ochsenkopfschanze (kritischer Punkt: 56 m) teil. Nach einer kurzen Zeit als nordisch Kombinierer, in der er Zweiter bei der bayerischen Jugendmeisterschaft wurde, kehrte er mit 13 Jahren als Spezialspringer auf Schanzen auch außerhalb seines Heimatortes zurück und erlangte 1959 als jüngster Teilnehmer die Titel der fränkischen, bayerischen und deutschen Jugendmeisterschaft.
1964 sprang Ohlmeyer auf der großen Kreuzbergschanze (Rhön) einen wegen Wettbewerbsabbruch nicht gewerteten Schanzenrekord von 74 Metern. Im Anschluss wurde er dann auf der kleinen Kreuzbergschanze mit 38,5 und 40 Metern abermals bayerischer Jugendmeister.
Der damalige Nationaltrainer Ewald Roscher wurde auf Ohlmeyer aufmerksam und holte ihn zu Lehrgängen. Ab 1964 war er Mitglied der deutschen Nationalmannschaft, konnte sich aber für eine Teilnahme an den Olympischen Winterspielen in Innsbruck und Seefeld noch nicht qualifizieren.
1965 gewann Ohlmeyer die Internationale Skiflugwoche in Bad Mitterndorf (Kulm) mit der größten Weite von 140 Metern. Dieser Wettbewerb ist der erst später eingeführten Skiflug-Weltmeisterschaft gleichzusetzen.
Bei der 14. Vierschanzentournee 1965/66 belegte er nach vier Springen mit Platz fünf in der Gesamtwertung seine beste Platzierung bei der Tournee. Bei der Nordischen Skiweltmeisterschaft 1966 in Oslo sprang Ohlmeyer von der Großschanze mit Sprüngen auf 74,5 und 72 Meter auf den 33. Platz. Von der Normalschanze sprang er auf 73 und 71 Meter und belegte damit Rang 23.
Auch in den folgenden Jahren war er oft der beste westdeutsche Springer bei der Vierschanzentournee und erreichte zahlreiche vordere Platzierungen am Holmenkollen in Oslo, in Planica und auf vielen anderen bekannten Skiflugschanzen.
1968 gelang ihm die Qualifikation für die Olympischen Winterspiele in Grenoble, bei denen er mit der Startnummer 15 mit Weiten von 90,5 und 86,0 Metern und einer Gesamtpunktzahl von 177,9 den 33. Rang belegte.
Henrik Ohlmeyer beendete 1971 mit 25 Jahren seine aktive Laufbahn als Skispringer aufgrund chronischer Schäden an den Kniegelenken, die nicht rechtzeitig erkannt und behandelt wurden. Seit 1979 ist er Mitarbeiter in der Technischen Zentrale der Universität Bayreuth.

## Erfolge

### Vierschanzentournee-Platzierungen
| Saison  | Platz | Punkte |
| ------- | ----- | ------ |
| 1963/64 | 72.   | 382,8  |
| 1964/65 | 12.   | 776,7  |
| 1965/66 | 05.   | 806,8  |
| 1966/67 | 44.   | 683,4  |
| 1967/68 | 26.   | 736,7  |
| 1968/69 | 17.   | 768,9  |
| 1969/70 | 20.   | 820,1  |
| 1970/71 | 42.   | 749,9  |